# Martha Roth
Martha Roth Pizzo (Padua, 29 de mayo de 1932-Ciudad de México, 7 de octubre de 2016), conocida como Martha Roth, fue una actriz ítalomexicana.

## Biografía y carrera
Martha Roth Pizzo nació en Padua, Italia, el 29 de mayo de 1932. A los seis años, llega con sus padres a radicar a México, estudió en el Colegio Americano y lo compagina con estudios de música. Siendo adolescente, Martha se siente atraída por la actuación y estudió arte dramático con el afamado Seki Sano. Al buscar entrar de lleno al cine, busca publicidad y se inscribe a dos concursos de belleza, uno de los cuales gana. El director Alejandro Galindo se entera de su coronación en la prensa y la busca para que hiciera un papel estelar en su película Una familia de tantas, previamente había aparecido en dos filmes menores.

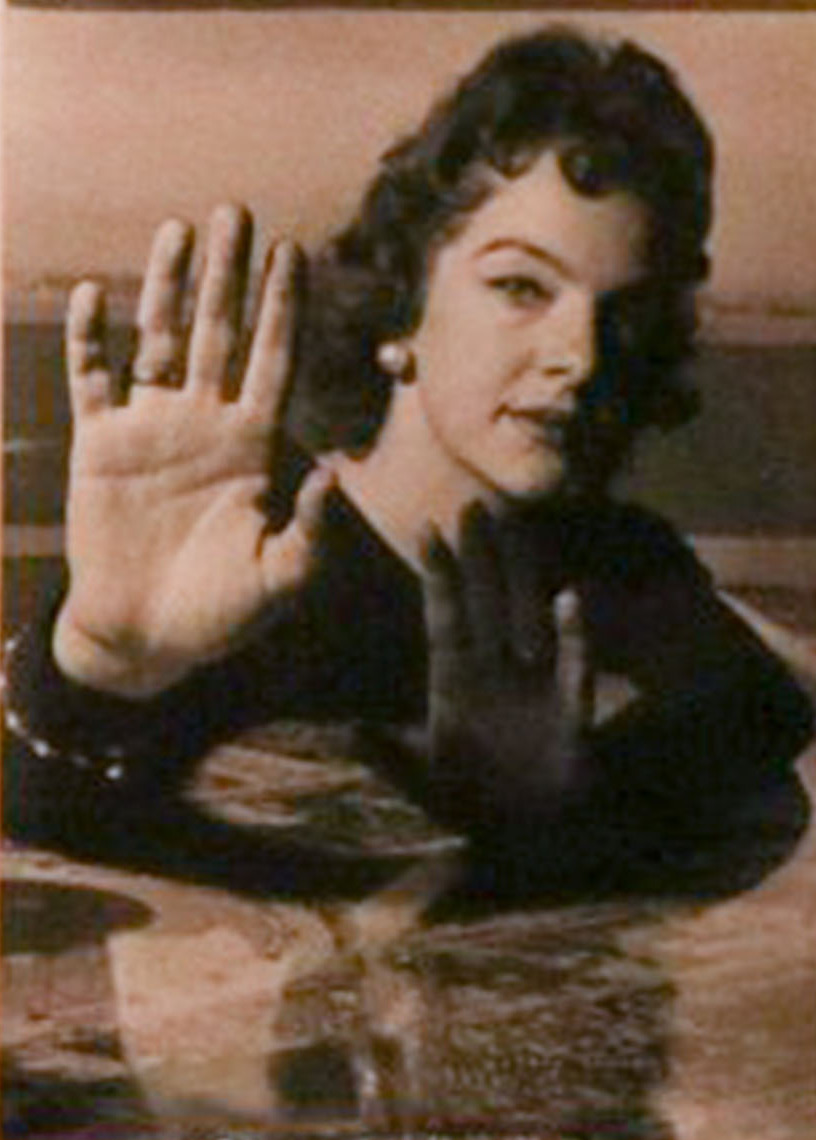
Fotografiada por Héctor García Cobo, c. 1957.

Al haber aceptado estar en la película de Galindo, Martha jamás imaginó que esta le iba a dar el máximo premio de actuación en México: el Ariel, siendo una desconocida. Después del éxito de Una familia de tantas, filma varias cintas, entre las que destacan El abandonado (1949), Una gringuita en México (1951), Nunca debieron amarse (1951), El mar y tú  (1952), Rostros olvidados (1952), El caso de la mujer asesinadita (1955), y A media luz los tres (1958). En 1954, filmó en Hollywood la película The Black Pirates, y en 1956 Massacre. En los años sesenta, contrajo matrimonio con el compositor Rubén Fuentes, con quién procreó dos hijos, previamente había mantenido romances con el actor Armando Calvo y el cantante Lucho Gatica. Debido a su matrimonio, interrumpió su carrera actoral, a la cual solo regresó en años posteriores para pequeñas intervenciones en películas de poco éxito. Tras su divorcio de Rubén Fuentes, volvió a casarse, contrayendo nupcias con el productor de cine Fernando Pérez Gavilán.  
En 2007, regresó a la actuación en la telenovela Destilando amor, y el mismo año hizo su último trabajo profesional en la película Morirse está en hebreo.

### Muerte
El 7 de octubre de 2016, Roth falleció en Ciudad de México en el asilo para ancianos «Casa del Parque», a los 84 años de edad y sus restos fueron cremados y sepultados en Mausoleos del Ángel.

## Filmografía

### Cine
- 2007 Morirse está en hebreo
- 1994 Le pegaron al gordo (La Lotería II)
- 1994 Suerte en la vida (La Lotería III)
- 1990 El jardín de la paz
- 1988 ¿Nos traicionará el presidente?
- 1974 La madrecita
- 1972 Los ángeles de la tarde
- 1971 Rosario
- 1960 La llamada de la muerte
- 1960 El renegado blanco
- 1960 Un trío de tres
- 1960 Variedades de medianoche
- 1959 El hombre y el monstruo
- 1959 Las coronelas
- 1959 Cuando se quiere se quiere
- 1958 A media luz los tres
- 1957 Al compás del rock and roll
- 1957 Y si ella volviera
- 1956 Corazón salvaje
- 1956 Massacre
- 1955 El caso de la mujer asesinadita
- 1955 El monstruo en la sombra
- 1954 El pirata negro
- 1954 El jinete
- 1954 Romance de fieras
- 1953 Sucedió en Acapulco
- 1953 Quiéreme porque me muero
- 1952 Se le pasó la mano
- 1952 Rostros olvidados
- 1952 Carne de presidio
- 1952 El derecho de nacer
- 1952 El mar y tú
- 1951 Anillo de compromiso
- 1951 Nunca debieron amarse
- 1951 Una gringuita en México
- 1951 Serenata en Acapulco
- 1950 La ciudad perdida
- 1950 Mi preferida
- 1949 Ventarrón
- 1949 El abandonado
- 1949 No me quieras tanto...
- 1949 El dolor de los hijos
- 1949 Una familia de tantas
- 1948 Ojos de juventud
- 1948 Enrédate y verás

### Televisión
- 2007 Destilando amor, doña Pilar Gil Vda. de Montalvo
- 2001 La intrusa, Norma Iturbide Vda. del Bosque
- 2001 El noveno mandamiento, Eugenia D'Anjou de Betancourt
- 1999-2000 Mujeres engañadas, Catalina Cortés Vda. de Duarte
- 1998 Gotita de amor, Dalila Sotomayor
- 1997-1998 Mi pequeña traviesa, Elena del Villar Vda. de Miranda
- 1990-1991 En carne propia, Leda Dumont
- 1988 El pecado de Oyuki,[3] Lady Elizabeth Pointer
- 1985 Los años pasan, Mercedes
- 1984 Eclipse, Amalia
- 1981 Nosotras las mujeres, Mónica
- 1979 Añoranza
- 1979 Lágrimas de amor
- 1978 La hora del silencio, Bárbara
- 1973-1974 Penthouse
- 1972-1973 El edificio de enfrente
- 1969 De turno con la angustia, Dra. Elena

## Premios y nominaciones

### Premios Ariel
| Año  | Categoría            | Película              | Resultado |
| ---- | -------------------- | --------------------- | --------- |
| 1950 | Coactuación femenina | Una familia de tantas | Ganadora  |

### Premios TVyNovelas
| Año  | Categoría                  | Telenovela         | Resultado |
| ---- | -------------------------- | ------------------ | --------- |
| 2000 | Mejor actriz de reparto    | Mujeres engañadas  | Ganadora  |
| 1989 | Mejor actriz experimentada | El pecado de Oyuki | Nominada  |

### Premios ACE 1988
| Categoría                  | Telenovela         | Resultado |
| -------------------------- | ------------------ | --------- |
| Mejor coactuación femenina | El pecado de Oyuki | Ganadora  |